# UNLIMITED FIRE
UNLIMITED FIRE（アンリミテッド・ファイアー）
- 美郷あきの楽曲。本稿で記述。
- TAG（田口康裕）の楽曲。DJ YOSHITAKA（西村宜隆）によるTry to sing ver.もある。

『UNLIMITED FIRE』（アンリミテッド ファイヤー）は、2005年8月24日にLantisから発売された美郷あきの3作目のシングル。

## 解説
前作「Silent wing」から2ヶ月連続リリースとなる2005年2作目のシングル。表題曲「UNLIMITED FIRE」は、PS2ゲーム『新世紀GPXサイバーフォーミュラ Road To The INFINITY2』主題歌として使用された。

## 収録曲
（全作詞：畑亜貴）
1. UNLIMITED FIRE [3:56] 
  - 作曲：mia、編曲：鈴木雅也
2. FAITH… [4:57] 
  - 作曲：田村信二、編曲：原田勝通（Angel Note）
3. UNLIMITED FIRE (off vocal)
4. FAITH… (off vocal)

## タイアップ
- PS2ゲーム『新世紀GPXサイバーフォーミュラ Road To The INFINITY2』主題歌